# Nixons besøg i Kina i 1972
Nixons besøg i Kina i 1972 var et uventet besøg, som USAs daværende præsident Richard Nixon aflagde i Kina. Det lagde grunden til en normalisering af forholdet mellem de to lande. Besøget var det første, en amerikansk præsident havde aflagt i Folkerepublikken Kina, som på dette tidspunkt anså USA for at være en af sine mest indædte fjender.
Besøget har sat sig spor i det engelske sprog, idet udtrykket Nixon in China nu er en talemåde, som benyttes om en uventet og ukarakteristisk handling, en politiker foretager.

## Besøget

### Historisk baggrund
Efter 2. verdenskrig skete der en forværring i forholdet mellem USA og Sovjetunionen, som etablerede kommunistiske lydstater over store dele af Østeuropa, mens Kina befandt sig på randen af et kommunistisk styre. Det så USA som en sikkerhedsrisiko, og en af grundene til, at Richard Nixon blev Eisenhowers vicepræsidentkandidat i 1952, var hans stærke antikommunistiske standpunkter. Til trods herfor blev Nixon i 1972 den første amerikanske præsident, som aflagde besøg i Kina, og forbedringen af forbindelserne med Sovjetunionen og Kina anses ofte for at være de største diplomatiske gevinster, der opnåedes under Nixons præsidenttid.

### Forberedelse
I juli 1971 besøgte præsident Nixons nationale sikkerhedsrådgiver Henry Kissinger hemmeligt Beijing i forbindelse med en rejse til Pakistan og udarbejdede der grundlaget for Nixons besøg.

### Mødet
I perioden fra 21. februar til 28. februar 1972 besøgte Richard Nixon Beijing, Hangzhou og Shanghai. Næsten straks efter sin ankomst til den kinesiske hovedstad blev han indbudt til møde med formand Mao som, hvilket amerikanerne ikke vidste, havde været syg ni dage tidligere, men nu følte sig stærk nok til at kunne møde ham. Da de mødtes for første gang, var Maos første ord, "Vores fælles gamle ven, Generalissimo Chiang Kai-shek, billiger ikke dette." Selv om Nixon var i Kina i en uge, mødte han kun Mao én gang.
Den amerikanske udenrigsminister William P. Rogers blev ikke indbudt til mødet, så den eneste anden tilstedeværende amerikaner udover chef-oversætteren Charles W. Freeman var Winston Lord, en medarbejder ved USA's nationale sikkerhedsråd, der senere blev amerikansk ambassadør i Kina. For ikke at skade Rogers' anseelse, blev Lord fjernet fra alle de officielle fotografier fra mødet.
Nixon holdt mange møder med den kinesiske premierminister Zhou Enlai under rejsen, som indbefattede et besøg på Den Kinesiske Mur. Ved afslutning af Nixons besøg udsendte de to lande i fællesskab Shanghai-kommunikéet, som var en redegørelse for deres udenrigspolitiske synspunkter, og som kan til at danne grundlag for de kinesisk-amerikanske bilaterale forbindelser i mange år. Kissinger fastslog, at USA yderligere havde ti hensigt at trække alle sine væbnede styrker tilbage fra Taiwan. I kommunikéet lovede begge nationer at arbejde hen mod fuld normalisering af de diplomatiske forbindelser.

### Resultater
USA anerkendte det synspunkt, at kinesere på begge sider af Taiwanstrædet hævder, at der kun er ét Kina. Nixon og den amerikanske regering bekræftede deres interesse i en fredelig løsning af spørgsmålet om Taiwan og afgjort af det kinesiske folk selv. Denne erklæring tillod, at USA og Kina indtil videre kunne bortse fra det "kritiske spørgsmål, som truede normaliseringen af forbindelserne", nemlig Taiwans politiske status, og åbne for handelsforbindelser og andre kontakter. USA opretholdt de officielle forbindelser med Republikken Kina på Taiwan til 1979, hvor USA afbrød dem og i stedet oprettede fulde diplomatiske forbindelser med Kina.
Efter Nixons besøg talte han om, hvad det betød for de lande i fremtiden:
"Det var ugen, som ændrede verden, eftersom det, vi har sagt i kommunikéet ikke er nær så vigtigt, som hvad vi vil gøre i de kommende år for at bygge bro over de 16.000 miles og 22 års fjendskab, som har adskilt os indtil nu. Og hvad vi har udtalt i dag er, at vi vil bygge den bro."
Richard Nixon skrev mange bøger om sine internationale aktiviteter, hvoraf det sidste værk er bogen Beyond Peace, som omhandler USA's behov for at kunne konkurrere i en verden, som er ændret efter den kommunistiske bloks sammenbrud.

#### Efterspil
Max Frankel fra The New York Times modtog Pulitzerprisen for udenrigskorrespondenter for sin dækning af begivenheden.
Besøget var inspiration til John Adams' opera fra 1987, Nixon in China.